# Caillouet-Orgeville
Caillouet-Orgeville är en kommun i departementet Eure i regionen Normandie i norra Frankrike. Kommunen ligger i kantonen Pacy-sur-Eure som tillhör arrondissementet Évreux. År 2022 hade Caillouet-Orgeville 490 invånare.

## Befolkningsutveckling
Antalet invånare i kommunen Caillouet-Orgeville
Referens:INSEE